# Gustaf Philip Creutz

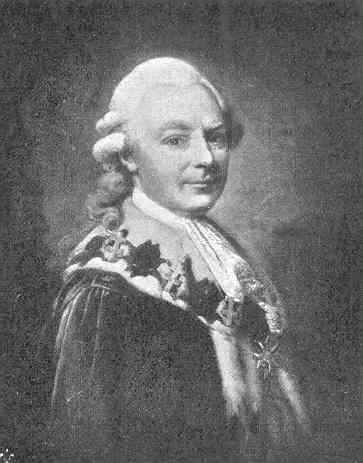
Gustav Filip Creutz.

El conde Gustaf Philip Creutz (Anjala, Finlandia, 1 de mayo de 1731-Estocolmo, 30 de octubre de 1785) fue un diplomático, consejero y poeta sueco, famoso por su poema Atis och Camila ("Atis y Camila")

## Biografía
Gustaf Philip Creutz era hijo del comandante Carl Greve Creutz y de la baronesa Helena Barbro Wrede af Elima (tía de Fabian Casimir Wrede af Elima). Estudió durante tres años (1748-1751), en la Real Academia de Turku (hoy Universidad de Helsinki) en Abo, donde adquirió una formación profunda, sobre todo en lenguas clásicas, que dominaba hasta el punto de poder componer discursos en griego antiguo. Luego se trasladó a Suecia, donde formó parte del séquito del príncipe sueco Adolfo Federico de Suecia, de quien fue preceptor (1757).
Fue amigo íntimo de la reina Luisa Ulrica de Prusia. Junto con su amigo y también poeta Gustaf Fredrik Gyllenborg, ingresó en 1753 en la Tankebyggarorden u Orden de los Constructores del Pensamiento, asociación pionera en introducir la Ilustración en Suecia y cuyo salón literario mantenía la poetisa y aristócrata Hedvig Charlotta Nordenflycht. Tradujo a Fontenelle y escribió idilios pastoriles al estilo de Gessner. Fue fuertemente influido por el neoclasicismo francés y las ideas ilustradas y debutó en la poesía con Sommarqväde (1756), aunque es más conocido por su idilio pastoril Atis y Camila, 1761, acaso el mejor poema del neoclasicismo sueco e inspirado en la Aminta de Torquato Tasso y El pastor Fido de Gian Battista Guarini. Entre otras obras destacadas hay que nombrar su novela en verso Daphne (1762) y la sátira Defensa de la mentira (1759). En París escribió una ópera junto a su protegido Bengt Lidner, Rustan y Mirza. 
Abandonó los quehaceres literarios por la carrera diplomática y fue ministro sueco en Madrid (1763-1766) y París (1766-1783), donde ya obtuvo el rango de embajador en 1772. Durante su estancia en París trabó amistad con Marmontel y Voltaire y conspiró en alianza con el príncipe heredero Gustav a espaldas del gobierno para ganar apoyo para su proyecto. En su papel de embajador, firmó el 3 de abril de 1783 junto a Benjamin Franklin un tratado comercial y de amistad sueco-estadounidense. A su regreso a Suecia en 1783, se convirtió en canciller de la Universidad de Uppsala, llegó a jefe de la cancillería y consejero de la Corona y presidió el gobierno durante el viaje a Italia de Gustavo III de Suecia (1783-1784), de quien fue amigo personal; fue elegido en 1784 miembro número 225 de la Real Academia Sueca de Ciencias. Está enterrado en la cripta de la iglesia Björklinge en Uppsala.